# Nube a mensola

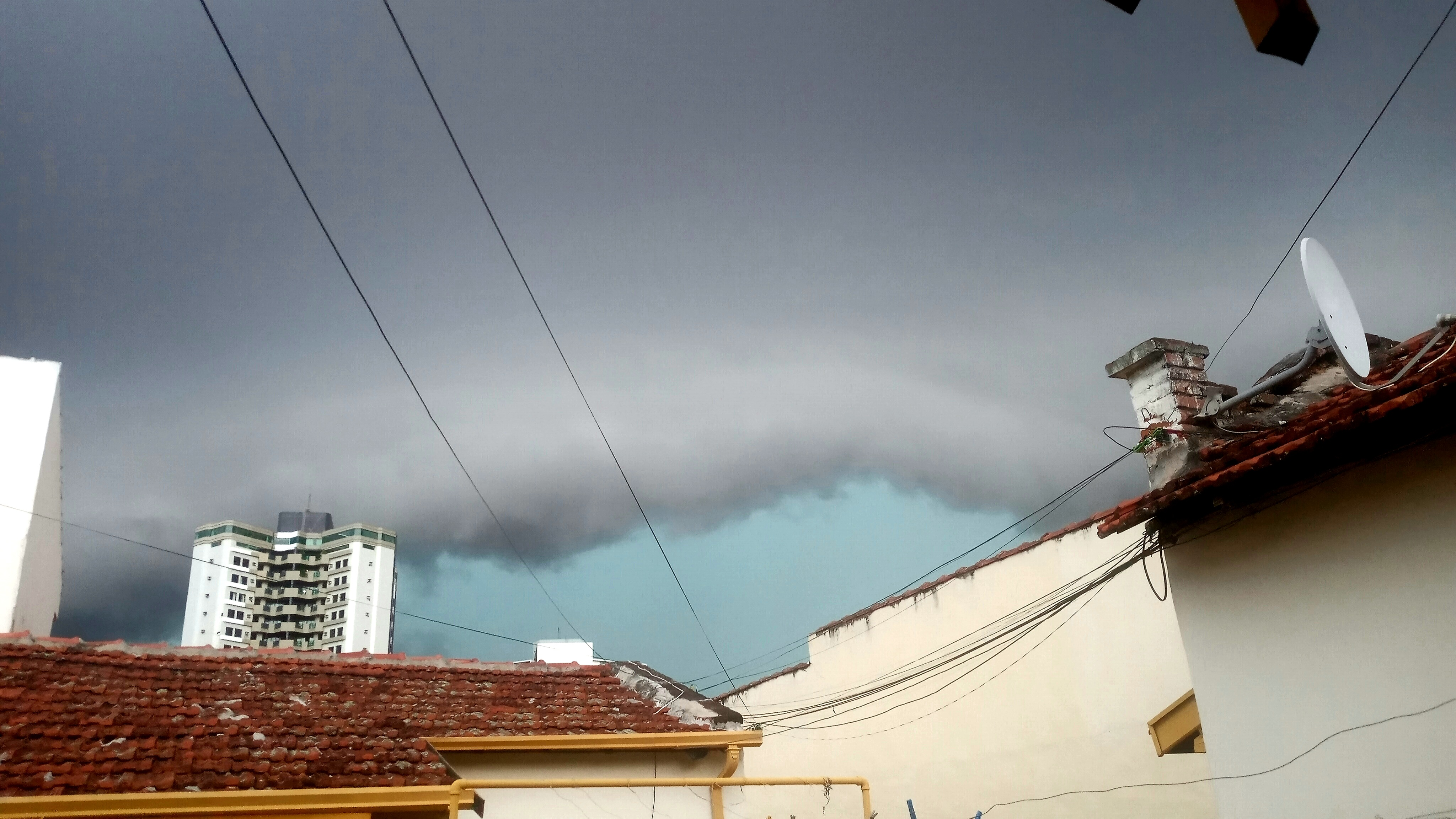
Una nube a mensola arrivando verso la città di Piracicaba, in Brasile

La nube a mensola, nota anche come shelf cloud, è una nube bassa e orizzontale, il cui aspetto caratteristico spesso ricorda una gigantesca onda marina nel cielo. Le nubi a mensola si formano a causa dei downdraft (correnti discendenti) sotto una nube temporalesca e indicano l'arrivo di un fronte di raffiche.